# Francisco de Jerez
Francisco de Jerez (Siviglia, 1498 circa – ...) è stato uno scrittore spagnolo, ma anche uno dei primi conquistadores e l'autore di una famosa relazione sulla conquista del Perù, cui partecipò in qualità di segretario di Francisco Pizarro.

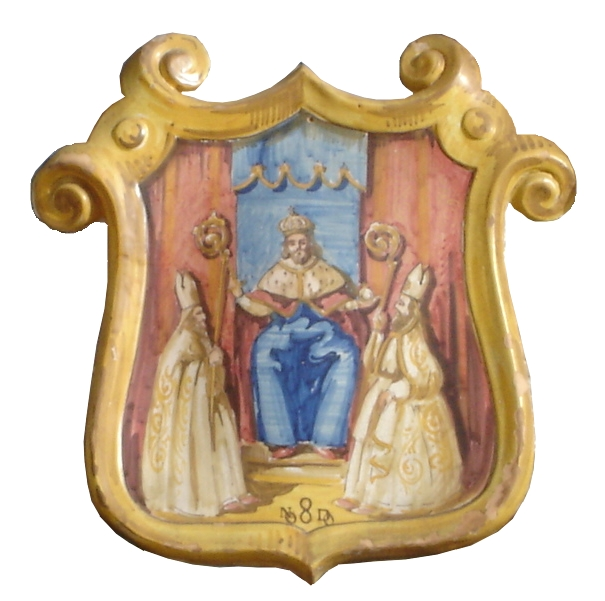
Scudo della città di Siviglia

È noto anche come Francisco de Xerex, ma oltre al nome del padre, Pedro de Jerez, poco si sa della sua vita giovanile.
Partì l'11 aprile 1514 alla volta delle Indie al seguito di Pedro Arias Dávila, quando era ancora diciassettenne e, data la sua predisposizione per le lettere, trovò subito impiego, in qualità di scrivano pubblico, nel porto di Acla.
La sua aspirazione era però quella di partecipare ad una delle numerose spedizioni verso i territori inesplorati e riuscì a farsi assumere nel 1524, come segretario, da Francisco Pizarro che era in partenza per l'esplorazione delle coste meridionali dell'America.
Fu quello un viaggio sfortunato che mise addirittura in pericolo la vita del giovane Jerez, logorato dalle privazioni e costretto al ritorno a Panama a causa di una grave infermità. Approfittò del forzato soggiorno per scrivere una breve cronaca dell'esperienza vissuta e quando Pizarro, di ritorno dalla Spagna, si imbarcò per la spedizione definitiva che lo avrebbe portato alla conquista dell'impero degli Inca, occupò nuovamente il ruolo di segretario, assumendo altresì l'incarico di cronista ufficiale dell'impresa.
Francisco de Jerez partecipò attivamente, con la qualifica di cavaliere, a tutte le fasi della conquista, dallo sbarco a Tumbez alla cattura di Atahuallpa a Cajamarca, durante la quale ricevette una ferita ad una gamba che lo avrebbe costretto a zoppicare per il resto della vita.
I suoi meriti vennero degnamente ricompensati e il suo nome figura tra quello degli altri cavalieri destinatari di una parte del riscatto versato dall'Inca prigioniero. La sua quota ammontava a “409 marcos de plata e 10.007 pesos de oro”, una vera fortuna per l'epoca.
Jerez, pago della ricchezza acquisita, abbandonò subito il Perù e, il 3 giugno 1534, era già a Siviglia ove fece pubblicare la relazione che aveva pazientemente annotato durante tutte le vicende della conquista. Il titolo era: “Verdadera Relación de la conquista del Perú y provincia del Cusco, llamada la Nueva Castilla”.
In essa Jerez narrava, passo a passo, tutte le vicende di cui era stato testimone oculare, il che rendeva e rende ancor oggi il racconto particolarmente interessante per la ricostruzione della storia della conquista del Perù degli Inca. A completamento della sua opera il cronista inserì anche il racconto, altrettanto vivace, di Miguel de Estete, suo compagno di avventura, in cui si narrava il viaggio che questi fece a Pachacamac, in compagnia di Hernando Pizarro alla ricerca dell'oro del riscatto.
La ricchezza non diede più di tanto alla testa all'arricchito “conquistador”. Si permise il vezzo di aggiungere un altisonante “López” al suo nome, che divenne pertanto Francisco Lopez de Jerez e, in seguito, soltanto Francisco de López, ma questa fu la sola concessione alla mutata condizione che le ricchezze guadagnate gli permettevano. Per il resto si dedicò correntemente ad opere di bene ed approfittò del suo nuovo stato per soccorrere i poveri e i bisognosi che ricorrevano alla sua generosità.
Sposato una prima volta, restò quasi subito vedovo e contrasse un nuovo matrimonio con una nobile sivigliana, di nome Francisca de Pineta. Occupò delle cariche pubbliche di secondaria importanza e avviò dei commerci con Panamá e con il Perù, ma i risultati furono insoddisfacenti, tanto che pensò di tornare nelle Americhe.
Non pare però che abbia dato seguito a questi propositi e sicuramente restò nella natia Siviglia per il resto dei suoi anni senza lasciare tracce di quest'ultima parte della sua vita, tanto che ci è ignota la data, come il luogo della sua morte.
Recentemente è stata messa in dubbio la sua partecipazione alla prima fase della conquista sulla scorta di una lettera autografa che Jerez avrebbe redatto, il 25 agosto del 1531, in Panama, su richiesta di Diego de Almagro. La circostanza è singolare, ma altri, ben più probanti elementi, inducono a ritenerlo, di diritto, uno dei partecipanti alla fatidica spedizione. Anzitutto la sua asserzione, più volte ripetuta, di avervi concorso, senza che nessuno degli altri componenti lo abbia mai smentito. Infine l'entità della sua parte del riscatto di Atahuallpa, pari a quella di tutti gli altri cavalieri, che non avrebbe avuto motivo di essergli attribuita se non fosse stato presente alla cattura dell'Inca.
La sua opera ebbe diverse edizioni e venne tradotta in tedesco, francese e italiano, sempre universalmente riconosciuta, fino ai nostri giorni, come una fondamentale versione della conquista.
Esiste anche un'altra breve relazione attribuita a Francisco de Jerez e conosciuta con il nome di relazione Sámano-Jerez per la firma di Sámano, un segretario che la raccolse e che vergò le due righe di commento aggiunte alla fine del documento. È composta di soli cinque fogli e vi si raffigurano le coste dell'odierno Ecuador e le tribù selvagge che vi vivono e, cosa della massima importanza, vi si descrive la cattura di una balsa indigena, effettivamente intercettata dal pilota Ruiz, con la dettagliata esposizione di tutti i manufatti che in essa si trovavano.
Per correttezza di informazione si segnala, peraltro, che alcuni critici attribuiscono quest'opera proprio al pilota Bartolomé Ruiz.

## Edizioni attuali delle sue opere
- La conquista del Perù e provincia del Cusco, chiamata la Nuova Castiglia, scritta e drizzata a sua Maestà da Francesco di Xerex, secretario del capitan Francesco Pizarro, che questi luoghi conquistò. in Ramusio Navigazioni e viaggi, Vol. VI - Torino Einaudi 1988
- Codex Vindobonensis S.N. 1600 - Relación de los primeros descubrimientos de Francisco Pizarro y Diego de Almagro - Relación Sámano-Xerex in Editorial Plus Ultra - Buenos Aires 1967